# Pararge caeca
Pararge caeca är en fjärilsart som beskrevs av Barend J. Lempke 1935. Pararge caeca ingår i släktet Pararge och familjen praktfjärilar. Inga underarter finns listade i Catalogue of Life.